# Auguste Bodoignet
Auguste Bodoignet (ur. 3 marca 1896 w Bézouotte, zm. 5 kwietnia 1938 w Paryżu) – francuski kierowca wyścigowy.

## Kariera
W swojej karierze wyścigowej Bodoignet poświęcił się startom w wyścigach samochodów sportowych. W latach 1932-1935 Francuz pojawiał się w stawce 24-godzinnego wyścigu Le Mans. W pierwszym sezonie startów odniósł zwycięstwo w klasie 1.1, a w klasyfikacji generalnej był ósmy. W kolejnych sezonach nie dojeżdżał do mety.